# LST-9 (戦車揚陸艦)
LST-9 (USS LST-9)は、第二次世界大戦中にアメリカ海軍及びイギリス海軍が運用したLST-1級戦車揚陸艦である。

## 艦歴
LST-9は1942年7月26日にアメリカ・ペンシルバニア州ピッツバーグのドラヴォ・コーポレーションが起工し、11月14日に進水した。しかしアメリカ海軍へは就役せず、1943年3月20日にHM LST-9としてイギリス海軍へ就役した。1943年5月14日にニューヨークから護送船団UGS8Aとともに地中海へ航行した。
第二次世界大戦ではヨーロッパ戦線で活動し、ハスキー作戦やアヴァランチ作戦、アンツィオの戦い、ノルマンディー上陸作戦などにイギリス海軍艦艇として参加した。また、メッシーナ海峡の渡船としても活躍した。
1944年4月11日からノルマンディー上陸の数日前である1944年6月3日までスコットランド・エディンバラのリースで改装を受けている。また、ノルマンディー上陸後も、1944年6月から1945年2月にかけて艦体修理を数度受けており、1945年1月25日にはイギリスのティルベリードックスで埠頭に衝突する事故を起こした。
1946年5月4日にフィリピン・スービック湾でイギリス海軍から退役し、1946年6月1日にアメリカ海軍へと返還された。その後の1948年9月5日、アメリカ海軍から除籍され、同日売却された。

## 艦長
- リチャード・ヘンリー・セルボーン・ラウンデル :1942年10月10日 - 1943年3月20日
- ウィリアム・ジョージ・ロック :1943年3月20日 - 1944年1月1日
- ジョン・リチャード・ウィンドル :1944年1月1日 - 1945年6月4日
- ジョン・クライブ・ロリマー＝アレン :1945年6月4日 - 1945年6月27日
- フレデリック・チャールズ・オニール :1945年6月27日 - 1946年1月19日